# В'язове (Миргородський район)
В'язове — колишнє село в Україні, Миргородському районі Полтавської області.

## Географії
Село В'язове знаходилося за 2 км від села Вовки. По селу протікає пересихаючий струмок з загатою.

## Історія
До 1960-х мало назву Тригубиця. Відносилося до Клюшниківської сільської ради. Зняте з обліку рішенням Полтавської обласної ради народних депутатів рішенням від 17 травня 1988 року.

## Джерело
- Верховна рада України [Архівовано 12 грудня 2013 у Wayback Machine.]